# Добри Алексиев
Добри Алексиев Стефанов е български политик от БКП, заслужил деятел на търговията (1979).

## Биография
Роден е на 7 октомври 1914 г. в трънското село Милкьовци в семейство на пернишки миньори. От 1931 г. е член на РМС, а от 1934 г. и на БКП. В пернишката гимназия е секретар на Комсомола. През 1933 г. е изключен от гимназията и му е забранено да учи във всички училища в царството заради комунистическа дейност. Започва работа като строителен работник. През 1936 г. е арестуван за комунистическа дейност и лежи 1 година в затвора. От 1938 до 1941 г. е инструктор на РМС и член на Окръжния комитет на РМС в София. Арестуван е на 1 април 1941 г. и изпратен в лагера „Гонда вода“, а след това в Кръстополе. Избягва от там на 12 септември 1943 г. и се завръща в София. Там става член на Окръжния комитет на БКП и секретар на Окръжния комитет на РМС. По това време е член на Областния комитет на БКП в София и член на ЦК на РМС.
През 1945 г. започва работа в ЦК на БКП. Бил е съветник по кадрите в държавния апарат при Министерски съвет, заместник-завеждащ отдел „Кадри“ при ЦК на БКП. В периода 1949 – 1971 г. е заместник-министър в Министерството на външната търговия (1949 – 1952, 1956 – 1962, 1967 – 1971). Между 1954 и 1956 г. е търговски представител на НРБ в СССР. От 1962 до 1964 г. е завеждащ отдел „Икономически“ при ЦК на БКП. От 1965 до 1967 г. е първи заместник-министър на външната търговия и първи директор на „Булгарплод“. Бил е директор на ДИО „Консервна индустрия“. Между 1971 и 1976 г. е търговски представител на НРБ в Чехословакия. От 1977 г. е директор на ВТО „Хранекспорт“. В периода 27 октомври 1948 – 2 юни 1958 г. е член на Централната контролно-ревизионна комисия на ЦК на БКП. От 1958 до 1962 г. е кандидат-член на ЦК на БКП. С указ № 3318 от 5 октомври 1984 г. е обявен за герой на социалистическия труд на България. Носител е на „Орден на труда“ – златен, „Народна свобода 1941 – 1944 г.“ I ст., „Георги Димитров“ (1964), два ордена „Народна република България“ I ст., съветски медал за победата над Нацистка Германия, чехословашки медал „За участие в словашкото въстание“, „За развитието на икономическите отношения“ и „25 години СИВ“. Умира в София на 2 февруари 2004 г.